# Dê Arapawa
Dê Arapawa là một trong những giống dê hiếm nhất trên thế giới, có nguồn gốc từ New Zealand, theo Hiệp hội giống vật nuôi Hoa Kỳ, giống dê này gần như tuyệt chủng. Là một giống dê có kích thước nhỏ, được nuôi với hai mục đích đã được tìm thấy được biệt lập trên đảo Arapawa ở vùng Marlborough Sounds của New Zealand, có bằng chứng để ủng hộ niềm tin rằng dê Arapawa là hậu duệ trực tiếp của giống dê "Olde English" đã tuyệt chủng. Năm 1773, Thuyền trưởng James Cook thả hai con dê trên Vịnh Đông của Đảo Arapawa và trong một chuyến đi tiếp theo vào năm 1777, ông đã đưa một cặp khác cho một thủ lĩnh người Maori ở Ship Cove gần đó. Một vài thập kỷ sau đó vào năm 1839, một du khách đến khu định cư săn cá voi trên Đảo Arapawa đã viết trong cuốn nhật ký của mình rằng nơi này "tràn ngập" dê.
Sống bình yên trên đảo trong gần hai thế kỷ, bị đe dọa chỉ bởi những người thợ săn toàn thời gian. Vào những năm 1970, những con dê nhỏ trên Đảo Arapawa bị đe doạ diệt trừ. May mắn, nhờ sự cống hiến của Betty Rowe, một cư dân của Đảo Arapawa, giống dê Arapawa đã sống sót sau một cuộc ẩu đả của Sở Lâm nghiệp của Chính phủ New Zealand. Với ưu tiên của họ là bảo vệ động vật và thực vật bản địa trên khu bảo tồn của Đảo Arapawa, một cục chăn nuôi dê thường xuyên của Bộ Bảo tồn vẫn tiếp tục bảo vệ giống dê này.
Từ sáu con dê bay trở về Anh vào năm 2014, hiện nay có nhiều đàn được xây dựng trên khắp đất nước.
Vào tháng 1 năm 2018, chương trình Countryfile của đài BBC đã báo cáo rằng có thể có tới "150 con dê trên toàn thế giới".